# M'lissa
M'lissa (Helmond, 30 januari 1997) is de artiestennaam van de Nederlandse zangeres Melissa Engelhart. Ze stond in 2008 in de finale van het Junior Songfestival en precies tien jaar later deed ze mee aan de talentenjacht The voice of Holland.

## Carrière
M’lissa was in 2008 deelneemster aan het Junior Song Festival met haar zelfgeschreven nummer Als ik in de lucht kijk. Ze haalde hiermee de finale. Een jaar later ontving ze als deelneemster aan het album van het Junior Songfestival een gouden plaat. Na haar deelname bracht ze haar eerste single Hopefully uit. Deze bereikte een positie van nummer 10 in de Official Dutch Top 100. Haar debuutalbum Beautiful werd geproduceerd en geschreven door J.S. Weastell en gemasterd door Bob Katz. De eerste single van het album Ashes on the ground bereikte de positie van nummer 17 in de Official Dutch Charts voor 14 weken.
Sinds 2016 richtte M'lissa zich meer de stijl van Motown, soul en r&b. Dit resulteerde in nummers zoals Superheroine, Girls Night Out, Tambourine Man en I wish everyday was Christmas. Het kerstnummer was in meer dan 32 landen te horen.
In 2016 startte M'lissa samen met haar compagnon een sushirestaurant in Neerpelt.
In 2018 deed M'lissa mee aan het negende seizoen van The voice of Holland.